# 2023 CX1
2023 CX1 var en jordnära asteroid i huvudbältet som upptäcktes den 12 februari 2023 av den ungerske astronomen Krisztián Sárneczky vid Piszkéstető-observatoriet. Asteroiden upptäcktes några få timmar innan den gick in i jordens atmosfär och brann upp.
Den tillhörde asteroidgruppen Apollo.